# Port lotniczy Wanzhou Wuqiao
Port lotniczy Wanzhou Wuqiao (IATA: WXN, ICAO: ZUWX) – port lotniczy położony w Wanzhou, dzielnicy miasta Chongqing, w Chińskiej Republice Ludowej.

## Linie lotnicze i połączenia
| Linia Lotnicza            | Kierunek                        |
| ------------------------- | ------------------------------- |
| Air China                 | 1. Guangzhou 2. Ningbo          |
| China Southern Airlines   | 1. Guangzhou 2. Shenzhen        |
| Chongqing Airlines        | 1. Wenzhou                      |
| Colorful Guizhou Airlines | 1. Guiyang 2. Tiencin           |
| GX Airlines               | 1. Changsha 2. Haikou 3. Jining |
| Shanghai Airlines         | 1. Szanghaj-Pudong              |
| Sichuan Airlines          | 1. Pekin 2. Kunming 3. Nankin   |
| West Air                  | 1. Hefei 2. Lhasa               |
| Xiamen Air                | 1. Lanzhou 2. Xiamen            |